# Кастело (Варезе)
Кастело (итал. Castello) је насеље у Италији у округу Варезе, региону Ломбардија.
Према процени из 2011. у насељу је живело 1898 становника. Насеље се налази на надморској висини од 301 м.